# Luigi Copello
Luigi Copello (Lavagna, 12 febbraio 1972) è un fumettista italiano.

## Carriera
La frequentazione della Scuola chiavarese del fumetto lo porta a conoscere Renzo Calegari, di cui diventa allievo e collaboratore disegnando diverse storie per Il Giornalino. Successivamente approda alla Sergio Bonelli Editore disegnando insieme a Calegari e Stefano Biglia La ballata di Zeke Colter, storia di Tex scritta da Claudio Nizzi e pubblicata sull'Almanacco del West del 1994. Dopo questa esperienza, entra nel team di disegnatori di Nick Raider: inizialmente disegna in coppia con Biglia (il loro primo lavoro è Nessuno è innocente, n° 84 del maggio 1995 scritto da Nizzi) e poi si cimenta come disegnatore unico a partire dal numero 125 (Agenzia Zero, testi di Alfredo Nogara, ottobre 1998).
In seguito diventa uno dei disegnatori di Magico Vento, serie su cui esordisce disegnando insieme a Bruno Ramella e Frederic Volante L'illusionista (testi di Gianfranco Manfredi, n° 88 dell'ottobre 2004) e per cui lavora ancora attualmente.
Dal 2005 alterna alla professione di illustratore una personale esplorazione artistica.